# Мексика на летних Олимпийских играх 2008
Мексика принимала участие в Летних Олимпийских играх 2008 года в Пекине (Китай) в двадцать первый раз за свою историю, и завоевала две золотые и одну бронзовую медали. Сборная страны состояла из 83 спортсменов (43 мужчины, 40 женщин).

## Золото
- Тхэквондо, женщины — Мария дель Росарио Эспиноса.
- Тхэквондо, мужчины — Гильермо Перес.

## Бронза
- Прыжки в воду, женщины — Паола Эспиноса, Татьяна Ортис.

## Результаты соревнований

### Академическая гребля
В следующий раунд из каждого заезда проходили несколько лучших экипажей (в зависимости от дисциплины). В финал A выходили 6 сильнейших экипажей, остальные разыгрывали места в утешительных финалах B-F.
Мужчины
| Соревнование | Спортсмены     | Предварительный заезд | Предварительный заезд | Предварительный заезд | Отборочный заезд | Отборочный заезд | Отборочный заезд | Четвертьфинал | Четвертьфинал | Четвертьфинал | Полуфинал     | Полуфинал     | Полуфинал     | Финал   | Финал   | Итоговое место |
| Соревнование | Спортсмены     | Заезд                 | Время                 | Место                 | Заезд            | Время            | Место            | Заезд         | Время         | Место         | Заезд         | Время         | Место         | Время   | Место   | Итоговое место |
| ------------ | -------------- | --------------------- | --------------------- | --------------------- | ---------------- | ---------------- | ---------------- | ------------- | ------------- | ------------- | ------------- | ------------- | ------------- | ------- | ------- | -------------- |
| одиночки     | Патрик Лолигер | 5                     | 7:22,55               | 3 Q                   | Не проводится    | Не проводится    | Не проводится    | 2             | 7:04,30       | 4             | Полуфинал C/D | Полуфинал C/D | Полуфинал C/D | Финал C | Финал C | 15             |
| одиночки     | Патрик Лолигер | 5                     | 7:22,55               | 3 Q                   | Не проводится    | Не проводится    | Не проводится    | 2             | 7:04,30       | 4             | 1             | 7:15,53       | 1             | 7:03,97 | 3       | 15             |